# FC Ararat Ereván
El FC Ararat Ereván (en armenio: Ֆուտբոլային Ակումբ Արարատ Երեւան y oficialmente: Futbolayin Akumb Ararat Yerevan) es un club de fútbol de Armenia, de la capital Ereván. Fue fundado en 1935, juega en la Liga Premier de Armenia y disputa sus partidos como local en el estadio Hrazdan. El nombre del club se debe al monte Ararat.
El club es uno de los más populares de Armenia, pese a que, desde la independencia del país, solo ha ganado una liga. Sin embargo, el Ararat es el único equipo armenio que logró ganar una liga de la Unión Soviética, en 1973, temporada en la que, hizo doblete al ganar, también, la Copa de la Unión Soviética. En total cuenta en su palmarés con una liga soviética, una liga armenia, dos copas soviéticas, cinco armenias y una supercopa armenia.

## Historia

### Fundación y primeros años
El club fue fundado el 10 de mayo de 1935 como parte de la sociedad deportiva "Spartak" en Ereván y en ese mismo año debutó en las competiciones de nivel nacional. El club ganó su primer título con la Copa de la República Socialista Soviética de Armenia en 1940. En este momento el equipo pasó a llamarse Dinamo Ereván. Los próximos cuatro años la liga de fútbol y la Copa de la Unión Soviética no se disputaron debido a la Segunda Guerra Mundial.
En 1944 se reanudó la Copa de la Unión Soviética, que contó con la presencia del equipo de Dinamo. El primer rival del Dinamo Yerevan fue el FC Dinamo Tbilisi, sin embargo, el partido no se pudo disputar por problemas en Ereván y el equipo fue eliminado. En 1947, el equipo se proclamó subcampeón de la segunda liga en la región de Transcaucasia, finalizando la temporada a solo un punto del ODL Tbilisi. En este campeonato, el Dinamo venció en un partido en casa contra el Dinamo Tbilisi por 7-1.
En 1949 el Dinamo debutó por primera vez en la Soviet Top Liga. El equipo comenzó mal y en las dos primeras rondas el equipo perdió, pero en la tercera jornada llegó la primera victoria en un partido en Ereván contra el VVS Moscú, el club de la fuerza aérea rusa. El club se mantuvo durante toda la temporada en la segunda mitad de la tabla y cosechó derrotas importantes: como un 0-6 ante Lokomotiv y CDKA, así como un 1-6 ante el Dinamo Tbilisi. Sin embargo, a pesar de los malos resultados, el club logró eludir el descenso y se mantuvo en la máxima categoría para la temporada siguiente. La temporada de 1950 comenzó mejor para el Dinamo y su primera derrota llegó en la cuarta jornada ante el Zenit Leningrado. El equipo sumó 31 puntos, los mismos que el Dinamo de Kiev, pero la diferencia de goles hunideron al Dinamo Yerevan a la clase B. Sin embargo, el equipo firmó un buen papel en la Copa de la Unión Soviética, al ser eliminados por el Dynamo Moscú en los octavos de final.

### Edad dorada (1949—1975)
|                             |
| Ararat en la final de 1973. |

El equipo jugó en la Soviet Top Liga en los periodos 1949-1950, 1960-1963 y 1965-1991. En 1971, el Ararat fue subcampeón de liga de la URSS. En 1973 ganó el campeonato de la Unión Soviética y la Copa Soviética (en un partido final memorable contra el Dynamo Kiev). Esta hazaña se repitió en la Copa Soviética de nuevo en 1975. En 1971 y primavera de 1976 (hubo dos campeonatos soviéticos en 1976, primavera y otoño) fueron subcampeones de liga.
En la temporada 1974-75, después de su título en la liga soviética, el Ararat jugó en la Copa de Europa. En primera ronda eliminó al Viking FK noruego por un global de 2–6. El primer partido en la historia del club en la Copa de Europa tuvo lugar en la ciudad noruega de Stavanger el 18 de septiembre de 1974 y el Ararat ganó por 0-2 con sendos goles de Eduard Markarov. En Armenia el equipo venció por 4-2 a su oponente noruego y se clasificó a segunda ronda, donde se midió al Cork Celtic irlandés. El partido de ida fue disputado en el estadio Flower Lodge de Cork y el Ararat ganó 1–2 con goles de Oganes Zanazanyan y Nikolay Ghazaryan, mientras que en el partido de vuelta los armenios vencieron por un contundente 5–0. El equipo alcanzó los cuartos de final en su primera participación, donde perdiendo ante el futuro campeón Bayern Munich por un global de 2-1. El partido de ida en el Olympiastadion de Múnich finalizó 2–0 con tantos de Uli Hoeneß y Conny Torstensson, ambos anotados a falta de doce minutos para el final. El decisivo partido en Ereván, ante 70.000 espectadores en el estadio Hrazdan, comenzó bien para el Ararat y a los 38 minutos Arkady Andreasyan adelantó al equipo, pero el marcador no se movió y el Ararat quedó eliminado. Desde su debut en los torneos de la Copa de Europa en 1972, han ganado 16 de sus 36 partidos con 4 empates en competiciones europeas.

### Historia reciente
Desde la disolución de la Unión Soviética en 1991, el Ararat ha logrado el Campeonato de Armenia solo una vez en 1993 y cuatro subcampeonatos en 1997, 1999, 2000 y 2008, siendo claramente superado por el Pyunik en el palmarés. Además, el club ha ganado la Copa de Armenia en cinco ocasiones (1993, 1994, 1995, 1997 y 2008) y fue finalista en 2001 y 2007. También estuvieron muy cerca de ganar el título de Armenia en 2007, sin embargo la inesperada renuncia del entrenador Varuzhan Sukiasyan cambiado el ambiente en el equipo y el club terminó en el cuarto lugar. En marzo de 2008, el exentrenador Varuzhan Sukiasyan volvió a hacerse cargo del equipo de nuevo. Después de no poder ganar el título que consiguió el Pyunik en 2008, Sukiasyan dejó el club.

## Palmarés

### Torneos nacionales
Ligas Nacionales: 2
- Primera División de Armenia (1): 1993
- Primera División de la URSS (1): 1973

Copas nacionales: 8
- Copa de Armenia (6): 1993, 1994, 1995, 1997, 2008, 2021
- Copa de la URSS (2): 1973, 1975

Supercopas nacionales: 1
- Supercopa de Armenia (1): 2009

## Participación en competiciones de la UEFA
| Temporada | Torneo                        | Ronda             | Club                 | Casa | Visita | Global      |
| --------- | ----------------------------- | ----------------- | -------------------- | ---- | ------ | ----------- |
| 1972–73   | UEFA Cup                      | 1/32              | EPA Larnaca          | 1–0  | 1–0    | 2–0         |
| 1972–73   | UEFA Cup                      | 1/16              | Grasshopper Zürich   | 4–2  | 3–1    | 7–3         |
| 1972–73   | UEFA Cup                      | 1/8               | Kaiserslautern       | 2–0  | 0–2    | 2–2 (4–5 p) |
| 1974–75   | UEFA European Cup             | 1/16              | Viking Stavanger     | 4–2  | 2–0    | 6–2         |
| 1974–75   | UEFA European Cup             | 1/8               | Cork Celtic          | 5–0  | 2–1    | 7–1         |
| 1974–75   | UEFA European Cup             | 1/4               | Bayern Munich        | 1–0  | 0–2    | 1–2         |
| 1975–76   | UEFA Cup Winners' Cup         | 1/16              | Anorthosis Famagusta | 9–0  | 1–1    | 10–1        |
| 1975–76   | UEFA Cup Winners' Cup         | 1/8               | West Ham United      | 1–1  | 1–3    | 2–4         |
| 1994–95   | UEFA Cup                      | 1/16              | CSKA Sofia           | 0–0  | 0–3    | 0–3         |
| 1995–96   | UEFA Cup Winners' Cup         | 1/32              | GKS Katowice         | 2–0  | 0–2    | 2–2 (5–4 p) |
| 1995–96   | UEFA Cup Winners' Cup         | 1/16              | Dynamo Moscow        | 0–1  | 1–3    | 1–4         |
| 1997–98   | UEFA Cup Winners' Cup         | 1/32              | Dinamo Batumi        | 0–2  | 3–0    | 3–2         |
| 1997–98   | UEFA Cup Winners' Cup         | 1/16              | Copenhagen           | 0–2  | 0–3    | 0–5         |
| 1999      | UEFA Intertoto Cup            | 1/16              | Bacău                | 1–0  | 1–0    | 2–0         |
| 1999      | UEFA Intertoto Cup            | 1/8               | Sint-Truiden         | 0–2  | 1–3    | 1–5         |
| 2000–01   | UEFA Cup                      | Clasificatoria    | Košice               | 2–3  | 1–1    | 3–4         |
| 2001–02   | UEFA Cup                      | Clasificatoria    | Hapoel Tel Aviv      | 0–2  | 0–3    | 0–5         |
| 2007      | UEFA Intertoto Cup            | Primera Ronda     | Shakhtyor Soligorsk  | 2–0  | 1–4    | 3–4         |
| 2008–09   | UEFA Cup                      | 1° Clasificatoria | Bellinzona           | 0–1  | 1–3    | 1–4         |
| 2021–22   | UEFA Europa Conference League | Primera Ronda     | Fehérvár             | 2–0  | 1–1    | 3–1         |
| 2021–22   | UEFA Europa Conference League | Segunda Ronda     | Śląsk Wrocław        | 2–4  | 3–3    | 5–7         |
| 2022–23   | UEFA Europa Conference League | Primera Ronda     | Shkëndija            | 2–2  | 0–2    | 2–4         |

## Entrenadores
| Nombre                 | País                                                             | Inicio        | Final           |
| ---------------------- | ---------------------------------------------------------------- | ------------- | --------------- |
| Vramshapuh Merangulyan | Bandera de la RSS de Armenia                                     | 1935          | 1938            |
| Suren Atanesyan        | Bandera de la RSS de Armenia                                     | 1939          | 1939            |
| Yuri Yesenin           | Bandera de la República Socialista Federativa Soviética de Rusia | marzo de 1940 | octubre de 1944 |
| Viktor Andreev         | Bandera de la República Socialista Federativa Soviética de Rusia | marzo de 1945 | octubre de 1945 |
| Mikhail Suchkov        | Bandera de la República Socialista Federativa Soviética de Rusia | marzo de 1946 | octubre de 1946 |
| Viktor Grechishnikov   | Bandera de la República Socialista Federativa Soviética de Rusia | marzo de 1947 | octubre de 1947 |
| Hayk Andreasyan        | Bandera de la RSS de Armenia                                     | marzo de 1948 | octubre de 1948 |
| Boris Spukhtin         | Bandera de la República Socialista Federativa Soviética de Rusia | marzo de 1949 | julio de 1949   |
| Viktor Filipov         | Bandera de la República Socialista Federativa Soviética de Rusia | julio de 1949 | octubre de 1949 |
| Gleb Ryabikov          | Bandera de la República Socialista Federativa Soviética de Rusia | marzo de 1950 | octubre de 1951 |
| Ilya Evranov           | Bandera de la República Socialista Federativa Soviética de Rusia | marzo de 1952 | octubre de 1952 |
| Hayk Andreasyan        | Bandera de la RSS de Armenia                                     | marzo de 1953 | octubre de 1954 |
| Abraham Dangulov       | Bandera de la República Socialista Federativa Soviética de Rusia | marzo de 1955 | octubre de 1956 |
| Hayk Andreasyan        | Bandera de la RSS de Armenia                                     | marzo de 1957 | octubre de 1957 |
| Boris Smyslov          | Bandera de la República Socialista Federativa Soviética de Rusia | marzo de 1958 | octubre de 1960 |
| Hayk Andreasyan        | Bandera de la RSS de Armenia                                     | marzo de 1961 | octubre de 1961 |
| Anatoliy Akimov        | Bandera de la República Socialista Federativa Soviética de Rusia | marzo de 1962 | octubre de 1962 |
| Alexander Abramov      | Bandera de la República Socialista Federativa Soviética de Rusia | marzo de 1963 | octubre de 1963 |
| Georgiy Zharkov        | Bandera de la República Socialista Federativa Soviética de Rusia | marzo de 1964 | octubre de 1964 |
| Artiom Falyan          | Bandera de la RSS de Armenia                                     | marzo de 1965 | octubre de 1967 |
| Eduard Grigoryan       | Bandera de la RSS de Armenia                                     | marzo de 1968 | octubre de 1968 |
| Aleksandr Ponomarev    | Bandera de la República Socialista Soviética de Ucrania          | marzo de 1969 | octubre de 1970 |
| Nikolay Glebov         | Bandera de la República Socialista Federativa Soviética de Rusia | marzo de 1971 | octubre de 1972 |
| Nikita Simonyan        | Bandera de la RSS de Armenia                                     | marzo de 1973 | octubre de 1974 |
| Viktor Maslov          | Bandera de la República Socialista Federativa Soviética de Rusia | marzo de 1975 | octubre de 1975 |
| Eduard Markarov        | Bandera de la RSS de Armenia                                     | marzo de 1976 | octubre de 1977 |
| Nikolay Gulyaev        | Bandera de la República Socialista Federativa Soviética de Rusia | marzo de 1978 | julio de 1978   |
| Leonid Zakharov        | Bandera de la República Socialista Federativa Soviética de Rusia | julio de 1978 | octubre de 1978 |
| Iosif Betsa            | Bandera de la República Socialista Federativa Soviética de Rusia | marzo de 1979 | octubre de 1981 |

| Nombre                    | País                                                             | Inicio             | Final              |
| ------------------------- | ---------------------------------------------------------------- | ------------------ | ------------------ |
| Arkady Andreasyan         | Bandera de la RSS de Armenia                                     | marzo de 1982      | octubre de 1983    |
| Nikita Simonyan           | Bandera de la RSS de Armenia                                     | marzo de 1984      | junio de 1985      |
| Leonid Zakharov           | Bandera de la República Socialista Federativa Soviética de Rusia | junio de 1985      | junio de 1986      |
| Arkady Andreasyan         | Bandera de la RSS de Armenia                                     | junio de 1986      | junio de 1989      |
| Nikolay Kazaryan          | Bandera de la RSS de Armenia                                     | junio de 1989      | octubre de 1989    |
| Armen Sarkisyan           | Bandera de Armenia                                               | marzo de 1990      | octubre de 1994    |
| Samvel Darbinyan          | Bandera de Armenia                                               | marzo de 1995      | octubre de 1995    |
| Arkady Andreasyan         | Bandera de Armenia                                               | enero de 1996      | noviembre de 2003  |
| Sevada Arzumanyan         | Bandera de Armenia                                               | noviembre de 2003  | noviembre de 2004  |
| Abraham Khashmanyan       | Bandera de Armenia                                               | noviembre de 2004  | junio de 2006      |
| Varuzhan Sukiasyan        | Bandera de Armenia                                               | junio de 2006      | julio de 2007      |
| Dušan Mijić               | Bandera de Bosnia y Herzegovina                                  | julio de 2007      | marzo de 2008      |
| Varuzhan Sukiasyan        | Bandera de Armenia                                               | marzo de 2008      | diciembre de 2008  |
| Ashot Kirakosyan          | Bandera de Armenia                                               | diciembre de 2008  | marzo de 2009      |
| Arkadi Andreasyan         | Bandera de Armenia                                               | marzo de 2009      | diciembre de 2010  |
| Tigran Yesayan            | Bandera de Armenia                                               | enero de 2010      | diciembre de 2010  |
| Arkadi Andreasyan         | Bandera de Armenia                                               | diciembre de 2011  | febrero de 2012    |
| Albert Safaryan           | Bandera de Armenia                                               | febrero de 2012    | julio de 2012      |
| Abraham Khashmanyan       | Bandera de Armenia                                               | julio de 2012      | abril de 2014      |
| Dušan Mijić               | Bandera de Bosnia y Herzegovina                                  | julio de 2014      | septiembre de 2014 |
| Samvel Darbinyan          | Bandera de Armenia                                               | septiembre de 2014 | diciembre de 2014  |
| Suren Chakhalyan          | Bandera de Armenia                                               | diciembre de 2014  | abril de 2015      |
| Varuzhan Sukiasyan        | Bandera de Armenia                                               | abril de 2015      | agosto de 2016     |
| Arkady Andreasyan         | Bandera de Armenia                                               | agosto de 2016     | agosto de 2017     |
| Albert Safaryan           | Bandera de Armenia                                               | agosto de 2017     | julio de 2018      |
| Armen Stepanyan           | Bandera de Rusia                                                 | julio de 2018      | septiembre de 2018 |
| Abraham Khashmanyan       | Bandera de Armenia                                               | octubre de 2018    | abril de 2019      |
| Tigran Yesayan            | Bandera de Armenia                                               | abril de 2019      | mayo de 2019       |
| Sergey Bulatov            | Bandera de Rusia                                                 | julio de 2019      | julio de 2019      |
| Sergei Boyko (Interino)   | Bandera de Rusia                                                 | julio de 2019      | septiembre de 2019 |
| Gagik Simonyan (Interino) | Bandera de Armenia                                               | septiembre de 2019 | octubre de 2019    |
| Vadym Lazorenko           | Bandera de Ucrania                                               | octubre de 2019    | diciembre de 2019  |
| Igor Kolyvanov            | Bandera de Rusia                                                 | enero de 2020      |                    |